# Taluwa
Taluwa (en népalais : तलुवा) est un comité de développement villageois du Népal situé dans le district d'Okhaldhunga. Au recensement de 2011, il comptait 1 996 habitants.